# ロッキー (キャラクター)
ロケット・"ロッキー"・J・スクワラル（英: Rocky the Flying Squirrel）は、ジェイ・ワードが制作した1959年から1964年のアニメシリーズ『ロッキーとブルウィンクルの大冒険』の2人の主人公のうちの1人で、気の強いムササビのキャラクターである。西洋ヘラジカであるブルウィンクルの親友であり、味方でもある。ロッキーもブルウィンクルも、ジェイ・ワードにちなんでミドルイニシャル「J」が与えられた。

## 歴史
ジェイ・ワードとパートナーのアレックス・アンダーソンは、もともと開発されなかったパイロット版の企画『The Frostbite Falls Review』の一環としてロッキーを制作した。後に『ロッキーとその仲間たち』シリーズの主役に起用された。しかし、アメリカン・ブロードキャスティング・カンパニーからNBCに放送局が変わると、番組名は『ブルウィンクル・ショー』に変わり、ロッキーよりも人気があるという理由で、代わってブルウィンクルが主役になった。
ロッキーはブルウィンクルと一緒に、アメリカの実在の町であるミネソタ州インターナショナルフォールズのパロディであるミネソタ州フロストバイトフォールズという架空の小さな町で家を共有していた。ロッキーとブルウィンクルは、シリーズの悪役であるアレックス・アンダーソンとナターシャ・ファタール（時にはボリスとナターシャの上司であるフィアレス・リーダーも登場する）の様々な計画を阻止するために、様々な冒険をすることになる。
ロッキーが最もよく使うキャッチフレーズは、「ホーキースモーク！」。

## 人物
ロッキーの性格は、少しナイーブではあるが、立派なオールアメリカンの若者ということになっていた。ロッキーは "ヘラジカとリス"のコンビの頭脳であり、ボリス・バデノフとして、冒険の中で2人が遭遇するさまざまな状況に対して、独創的な解決策を提案する姿がよく見られた。しかし、ボリス・バデノフやナターシャ・ファタールの変装には、ブルウィンクルに負けず劣らず騙されやすい。せいぜい「あの二人は見覚えがある！」とか「あの声、どこかで聞いたことがある！」とたまに発言するくらいだ。

## 能力
ロッキー度々空を飛び、フルネームにふさわしく、ジェットエンジンの効果音が使われた。アニメのオリジナルのオープニングタイトルでは、ロッキーが「あのジェット・エイジの空中戦のエース」と紹介され、ロッキーが観客の前で単独で航空ショーを披露している。時にロッキーは、ブルウィンクルの力を借りて（アクロバティックな操作をして）飛行速度を上げることがあり、第2シーズンの「Upsidaisium」ストーリーでは、ホバリングしているフラッテン山に到達しようとした。シリーズによると、ロッキーはシーダー・ヨーパンツ・フライング・スクールで空中戦の技術を学んだ。

## キャスト
声優のジューン・フォーレイはロッキーの声のほか、ナターシャ・ファタールやその他のキャラクターの声も担当した。フォーレイは2017年に亡くなるまで、2000年に公開された映画を含む現代のメディアで描かれる「ロッキー＆ブルウィンクル」のキャラクターの声を担当し続けた。GEICOのCMでは、ローリー・フレイザーが声を担当している。2018年のAmazonプライム・ビデオシリーズ『The Adventures of Rocky and Bullwinkle』では、タラ・ストロングがロッキーの声を担当した。

## その他の出演
ロッキは、ゲイリー・ラーソンの漫画『ファー・サイド』に登場し、ラーソンは「面白い現象を発見した」とコメントしている。ロッキーは、一度描いたら二度と描けない。最終的には50回くらい描いては消し、描いては消しを繰り返して、最終的には「空飛ぶハムスターのロッキー」のようになってしまった。
2014年、ロッキーとブルウィンクルはGEICOのテレビCMに登場し、GEICOゲッコーが彼らと一緒にロッキー山脈を眺めながら、彼らの名前の由来を説明しようとしている。
1990年代後半に行われたアトランタ・ブレーブスの野球中継では、本物のリスがフィールドに飛び込んできてプレーの遅延が発生した。その間、カメラには「Rocket J. Squirrel」の文字が重なって映っていた。彼のポジションは、「ショート」と書かれていた。

### 漫画
- Rocky and his Friends（1960年）（Dell）
- Bullwinkle（1962年）（ゴールドキー）
- Rocky and His Fiendish Friends（1962年）（ゴールドキー）
- Bullwinkle Mother Moose Nursery Pomes（1962年）（Dell）
- Bullwinkle and Rocky（1970年）（チャールトン）
- Bullwinkle and Rocky（1987年）（スターコミックス）
- Bullwinkle and Rocky Marvel Moosterworks（1992年）（マーベル）
- Rocky and Bullwinkle（2014年）（IDW）

### ビデオゲーム
- The Adventures of Rocky and Bullwinkle and Friends（1992年）
- Rocky and Bullwinkle（2008年）